# Lopuchinaaffären
Lopuchinaaffären var en påstådd konspiration mot den ryska kejsarinnan Elisabet Petrovna, som avslöjades i juli 1743.  
1742 arrangerade de franska agenterna de la Chétardie och Lestocq en komplott för att förtala Natalia Lopuchina och Anna Bestuzjeva-Rjumina för att på så sätt kunna misskreditera Bestuzjeva-Rjuminas svåger, den pro-österrikiske kanslern Aleksej Bestuzjev-Rjumin. Lopuchinas kärleksbrev till den förvisade greve von Löwenwolde visades för Elisabet, och hennes son Ivan Lopuchin anklagades för att på en krog ha kritiserat Elisabets smak för engelskt öl och förespråkat en återinstallering av den avsatte Ivan VI. 
Undersökningen fastställde att Lopuchin ofta tog emot den österrikiska agenten markis Botta d'Adorno som gäst. Man påstod då att Botta hade lovat utländsk hjälp för att återinsätta Ivan VI. Konspirationen bedöms i själva verket endast ha handlat om politiskt okloka samtal än några egentliga handlingar. Natalja Lopuchina och Anna Bestuzjeva-Rjumina dömdes som skyldiga till landsförräderi. 
Den 11 september 1743 blev de avklädda nakna offentligt i Sankt Petersburg, piskade och fick sina tungor avskurna. De förvisades sedan till Sibirien. Natalja Lopuchina fick inte tillstånd att återvända från exilen förrän efter Elisabets död 1762. Lopuchina-konspirationen betraktas som en falsk konspiration, och Elisabet antas ha känt personlig avsky och hämndlystnad mot Natalja Lopuchina.